# Eila Kivikk’aho

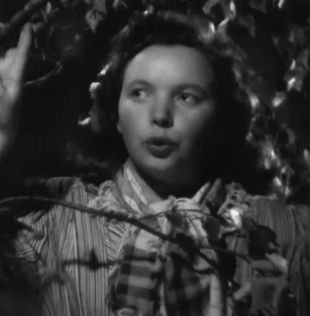
Eila Kivikk’aho (1940)

Eila Sylvia Kivikk’aho (geb. Lamberg, nach 1948 eigentlich Sammalkorpi; * 8. Februar 1921 in Sortavala; † 21. Juni 2004 in Helsinki) war eine finnische Dichterin und Übersetzerin.
Sie bekam den Staatspreis für Literatur in den Jahren 1951, 1961, 1971 und 1976. Eins der bekanntesten Gedichte Kivikk’ahos ist "Nocturno" aus dem Jahre 1942.

## Gedichtsammlungen
- Sinikallio (1942)
- Viuhkalaulu (1945)
- Niityltä pois (1951)
- Venelaulu (1952)
- Parvi (1961)
- Ruusukvartsi (1995)
- Kootut runot (2001)